# Chiesa di Santa Maria della Mercede e Sant'Adriano

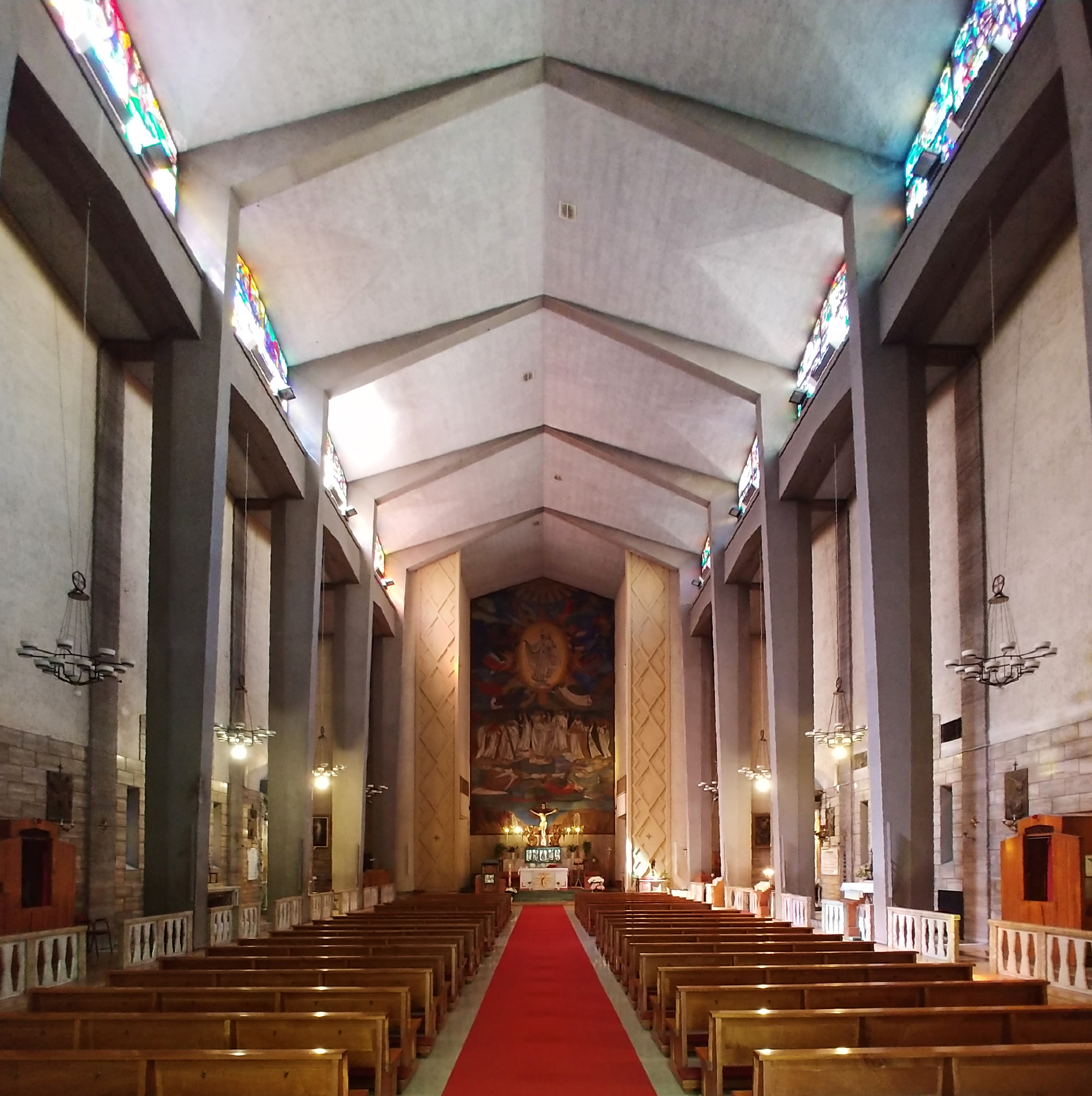
L'interno

La chiesa di Santa Maria della Mercede e Sant'Adriano è un luogo di culto cattolico di Roma, nel quartiere Salario, in viale Regina Margherita.
La chiesa è sede parrocchiale, istituita da Pio XI il 2 febbraio 1932 con la costituzione apostolica In Salaria huius almae Urbis; in origine la parrocchia aveva sede nella chiesa di Santa Maria Addolorata a piazza Buenos Aires, e solo dal 1958 è avvenuto il trasferimento. Dal 1967 è sede del titolo cardinalizio di "Santa Maria della Mercede e Sant'Adriano a Villa Albani".

## Storia e descrizione
Essa fu costruita con i progetti dell'architetto Marco Piloni nel 1958 per l'ordine di Santa Maria della Mercede. Nella facciata si trovano angeli bronzei opera di Guarino Roscioli. L'interno è a pianta basilicale con tre navate e abside, nel quale è collocato l'affresco raffigurante la Glorificazione della Madonna con i santi Mercedari di Luigi Montanarini.  In questa chiesa vennero trasferite alcune opere che una volta adornavano l'ex chiesa di Sant'Adriano al Foro Romano, e cioè le acquasantiere a forma di angeli di scuola berniniana, una Sacra Famiglia di scuola raffaellesca ed il Sacro Cuore di Carlo Maratta.
Le dieci vetrate alla sommità delle navate con le "Storie dell'Ordine di Santa Maria delle Mercede, sono invece opera di Jonás (Giovanni) Hajnal (1903-2010) esecutore tra l'altro delle vetrate dell'Aula Paolo VI (nota anche come Aula delle Udienze o Aula Nervi) in Vaticano.
Sulla cantoria in controfacciata si trova l'organo a canne Tamburini opus 598, costruito nel 1968 su progetto di Luigi Ferdinando Tagliavini. Lo strumento, reintegrato negli anni 2010 nelle sue caratteristiche foniche originarie dopo che nel 1999 le canne del primo manuale (Positivo espressivo) erano state spostate su una cantoria a lato del presbiterio in occasione della dotazione di una consolle ausiliaria a pavimento nella navata, è a trasmissione mista (meccanica per i manuali e il pedale ed elettrica per i registri) e dispone di 56 registri distribuiti su tre manuali e pedale. Il materiale fonico è integralmente racchiuso all'interno della cassa lignea di fattura geometrica, ad eccezione della Tromba orizzontale 8'.